# Euryglottis dognini
Euryglottis dognini là một loài bướm đêm thuộc họ Sphingidae.

## phân phát
Loài này có ở Colombia, Peru, Bolivia và Venezuela.

## miêu tả
Sải cánh khoảng 117 mm. Có 3 hàng các đốm trắng ở mỗi bên bụng và.

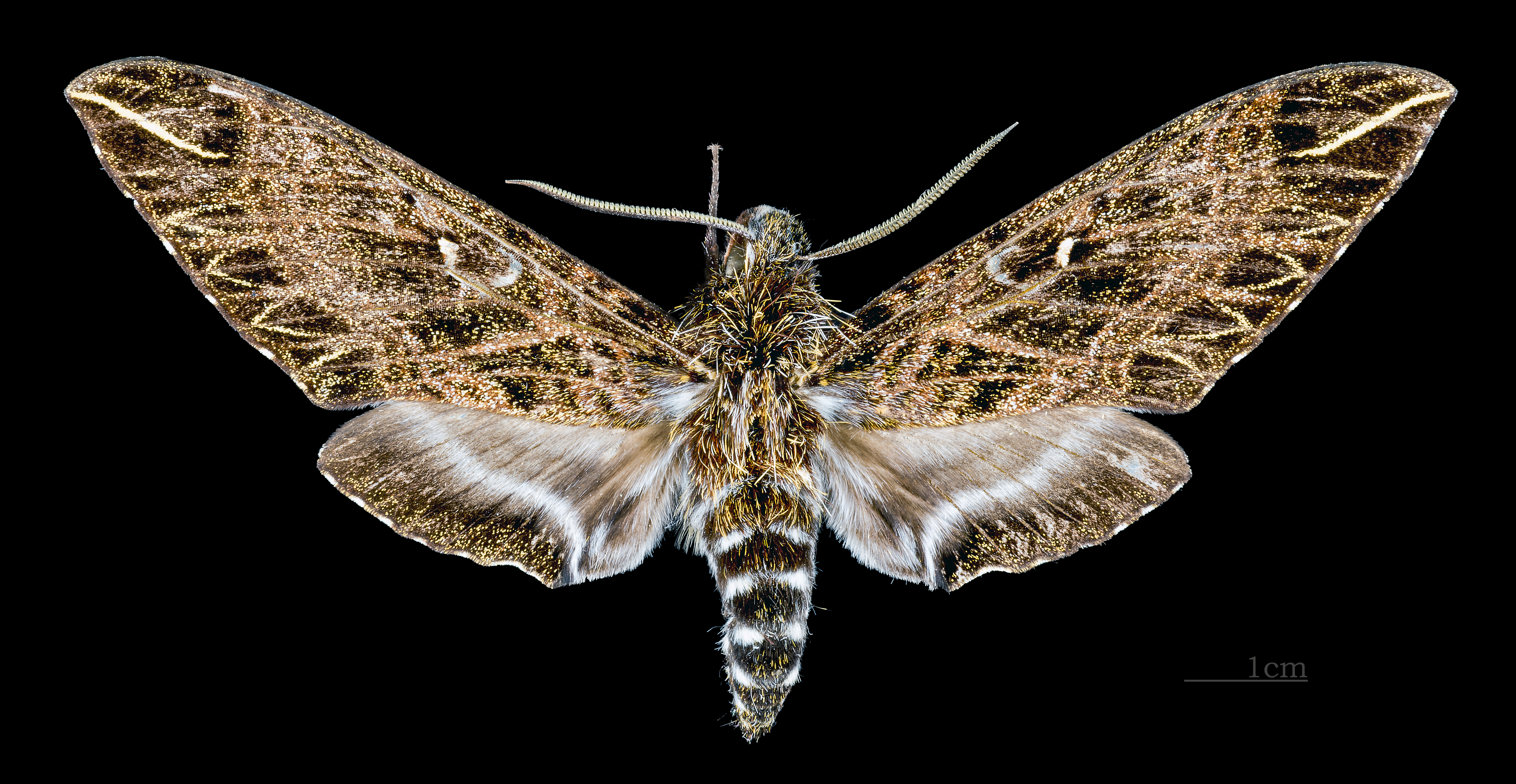
Euryglottis dognini ♀
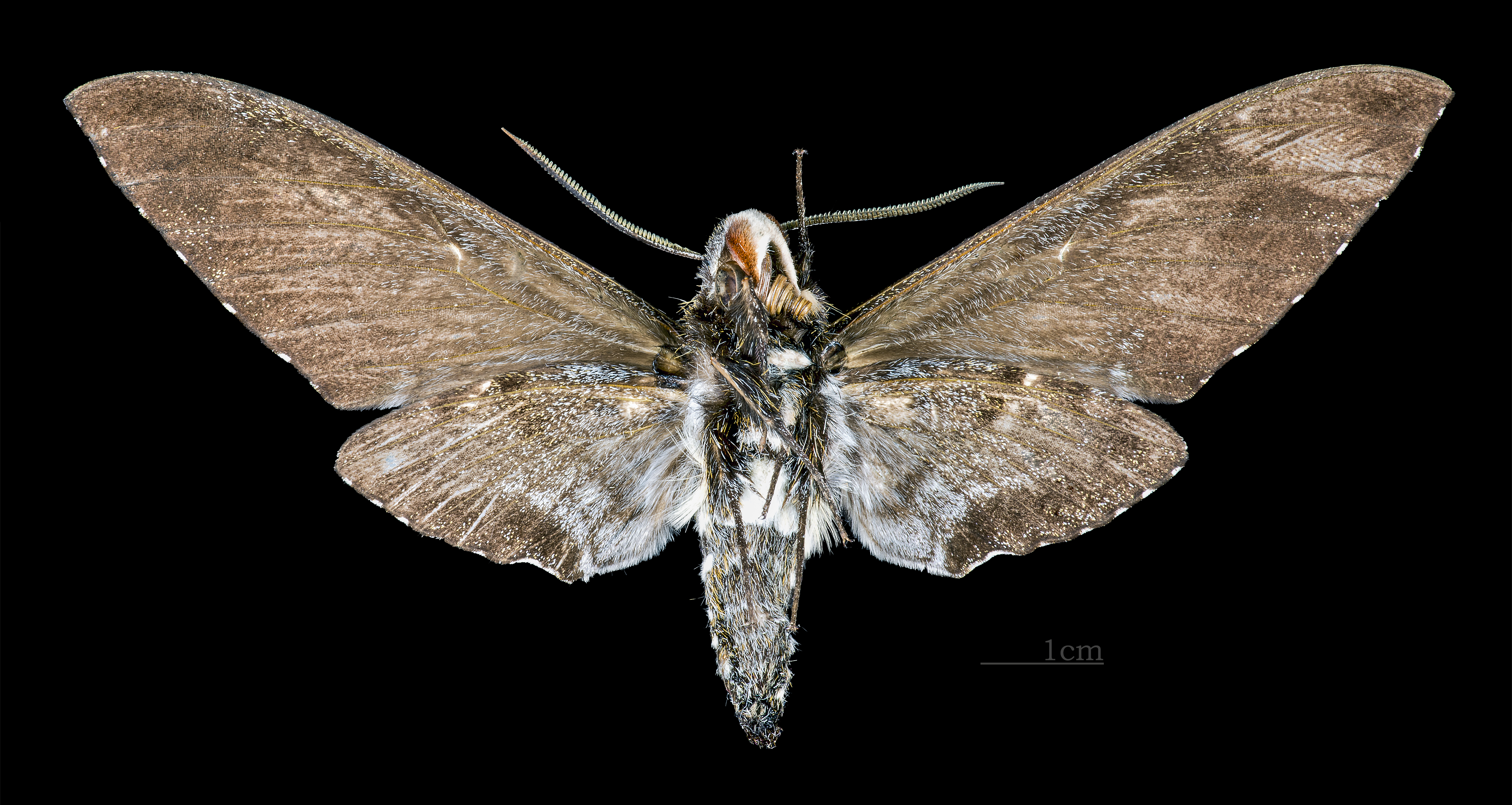
Euryglottis dognini ♀ △

## sinh học
Cá thể trưởng thành mọc cánh vào tháng 2 và tháng 8.